# 国鉄シキ700形貨車
国鉄シキ700形貨車（こくてつシキ700かたかしゃ）は、1961年（昭和36年）に製作された、日本国有鉄道の大物車である。

## 概略
超大型変圧器を輸送するための貨車である。日立製作所笠戸工場（山口県下松市）で1961年（昭和36年）10月13日に1両のみ製造された。日立製作所が自社製品輸送目的で所有していたため、私有貨車である。同社内では「280 t 積シキ-700号」などの呼称があった。車籍は国鉄に登録されていた。
最大積載重量は280 t で、実際に280 t の変圧器の輸送に用いられた。280 t の荷重は狭軌鉄道史上世界最大の貨車として知られている。

## 構造
車体の種類は大物車の積載方法による分類からは、吊り掛け式やシュナーベル（ドイツ語：Schnabel）式車、シュナーベル車（英語版）などと呼ばれる。国鉄の形態分類では B形になる。外形は前後対称（側面から見ると左右対称）の形状となっている。
台車の配置は軸配置で言うと、車体端側から車体中央までで4軸台車が2台、車体中央側に3軸台車が2台となる。車両全体の車軸総数は28軸である。同じ軸数の台車は2台一組で台車心皿（しんざら）を介して台車上枠で連結される。4軸台車の台車上枠と三軸台車の台車上枠の間は大型のまくら枠で連結される。まくら枠上には積荷を積載する荷受梁（にうけばり）が載せられている。
車体の各部構造は鋼板を溶接したガーダー構造で、軽量化のため4組の台車上枠は中梁のみの構造とた。全体の軽量化と強度確保のため高張力鋼を用い、補強板は外部に露出させて設けた。外部塗色は黒色である。
空車時の全長は 38,490 mm、積車時は最大で 47,840 mmに達する。自重は 111.4 t、荷重は 280 t である。これらの諸元はいずれも国鉄の営業用貨車では最大のものである。最高速度は、空車で 65 km/h、積車で 45 km/hである。
車体は積荷の積載前に、荷受梁の中央部分で前後方向に完全に二分割され、間に積荷を挟み込める様に十分な距離を離される。荷受梁の積荷に接する部分と積荷の荷受梁に接する部分の各々の下部にはヒンジが設けられており、巨大なピンを差し込んで連結する。積荷上部は積荷自体が自重で沈み込む力により、荷受梁上部の圧着座に固定される。この様にして、前後に分割された車体に一体化された積荷は、車両構造の一部と化する。荷下ろし後は圧着座同士が接触する様に車体のヒンジを介して、先に分割された前後の部分を連結し、車体を元の状態に戻す。
荷受梁とまくら枠の間には特殊な工夫が施されている。車体重量の増大と、曲線通過時に二つの荷受梁に挟まれた積荷が線路内側に張り出す偏倚（へんい）を抑えることが目的である。これらは車長の増大が原因となる。荷受梁の回転中心である心皿を、車体中央側に寄せ、荷重を負担する側受（がわうけ）を、より車体端側となる荷受梁の終端に設ける事で対処した。ここで側受部はコロで曲線通過時に横方向の変位を許容する構造とした。「移動側受方式」と呼ばれ、片方が側受を容易に動かせる様にコロになる。コロには車輪状ではなく、球状のものを採用した。大型（直径3インチ〈約7.62 cm〉）の「軸受鋼球」である。これらの対応で、曲線区間の通過性能向上と各軸の負担重量均等化を図った。移動側受方式はドイツで始められ、日本では先にシキ600形貨車で用いられている。
台車は、軽量化と強度のバランスを重視して設計され、本形式独特の特殊なボギー台車となった。台車内で隣接する車輪の軸は、4軸台では2軸ずつ、3軸台車では3軸全部が釣合梁（つりあいばり、イコライザ）で直結され、一体化されている。釣合梁の軸箱間には台車の側面に垂直に円筒状のオイルダンパが取り付けられた。コイルバネと共に走行中の上下振動を吸収する。800 mm と小径の一体圧延車輪や使用頻度を考慮した厚みの薄いタイヤ、薄肉鋳鋼の特殊なものを利用した軸箱などで重量を抑えている。同様の理由から、軸箱装置を両側から支える「軸箱守」は持たない。尚、中空車軸は当時、大物車では既に常識的存在となっていた。
ブレーキ装置は自動空気ブレーキである。国鉄貨車で汎用的に装備された K三動弁と UC 形ブレーキシリンダを用いている。従前の大物車同様に手動式の積空切替機構を付け、ブレーキシリンダピストンの有効面積を変化させて、積荷の有無で非常に大きく変化するブレーキ率に対応している。1台車に2組を搭載し、車両全体での総搭載数は16組となる。留置ブレーキは回転ハンドル式である。ブレーキシューにはレジン制輪子を一輪毎に1個使用している。目的は軽量化だったが、当時の従来型大物車で保守上の大きな問題だったブレーキシューの交換頻度を減らす効果が、予期せず得られたとされている。

## 運用の変遷
本形式は製作時より常磐線の常陸多賀駅（茨城県日立市）に常備され、近隣の日立製作所国分工場で製作された超大型変圧器の輸送に使用された。1968年（昭和43年）10月国鉄ダイヤ改正では最高速度 65 km/h 以下の「低速貨車」とされ、識別のため車体側面に黄1号（■）の帯を配した。その後も使用され続けはしたが、各種情勢の変化に伴い余剰となり、1982年（昭和57年）6月17日に除籍され、のちに解体された。